# Sommer
 For alternative betydninger, se Sommer (flertydig). (Se også artikler, som begynder med Sommer)
Sommer er den del af året, hvor den nordlige (henholdsvis den sydlige) halvkugle vender i retning mod solen.
Astronomisk sommer begynder på midsommerdag (den 21. eller 22. juni på den nordlige halvkugle, den 21. eller 22. december på den sydlige halvkugle) og ender på efterårsjævndøgn (den 22. eller 23. september på den nordlige halvkugle, den 20. eller 21. marts på den sydlige halvkugle).
Fordi jordens akse er skæv, vil det lys, den halvkugle, der vender hen mod solen, får, være mere koncentreret, og derfor også varmere. Den anden halvkugles lys vil blive spredt ud, og det opleves som vinter. Sommeren giver lange dage og korte nætter og dermed øget indstråling og opvarmning.
Der er ingen officiel meteorologisk definition; men for Danmark er foreslået perioden, hvor minimumstemperaturen ligger over 10 °C (ca. 20. juni til ca. 19. september).
Man kan også beskrive sommer mere enkelt ved at kalde den perioden mellem forår og efterår. I Danmark er der tradition for, at kalenderen betegner månederne juni, juli og august som sommermånederne.